# Podegrodzie (Wieniec)
Podegrodzie – część wsi Wieniec w Polsce, położona w województwie małopolskim, w powiecie wielickim, w gminie Gdów.
Dawniej samodzielna wieś, która stanowiła odrębną gminę jednostkową.
W latach 1975–1998 miejscowość administracyjnie należała do województwa krakowskiego.